# القاوری سری معادل
القاوری سری معادل (به انگلیسی: Equivalent series inductance) یا اندوکتانس سری معادل (اختصاری ئی‌اس‌ال) یک القاوری مؤثر است که برای توصیف بخش القایی امپدانس برخی از اجزای الکتریکی استفاده می‌شود.

## نمای‌کلی
تعبیر نظری افزاره‌هایی مانند خازن‌ها و مقاومت‌ها به این شکل است که آنها افزاره‌هایی ایده‌آل یا «کامل» هستند و فقط در ظرفیت‌خازنی یا مقاومت مدار نقش دارند. با این حال، تمام افزاره‌های فیزیکی از طریق سَرها و مسیرهای رسانا به یک مدار متصل می‌شوند که حاوی القاوری ذاتی و معمولاً ناخواسته هستند. این بدان معناست که اجزای فیزیکی علاوه بر خواص دیگر خود، مقداری اندوکتانس نیز دارند.
یک راه آسان برای مقابله با این القاوری‌های ذاتی در تحلیل مدار، استفاده از یک مدل اجزای محدود برای بیان هر جزء فیزیکی به عنوان ترکیبی از یک جزء ایده‌آل و یک سلف کوچک به صورت سری است، که سلف دارای مقداری برابر با القاوری موجود در افزاره فیزیکی غیرایده‌آل.

## اثرات
در حالت ایده‌آل، امپدانس یک خازن با افزایش فرکانس نزدیک ۲۰ دسی‌بل-بر-دهه کاهش می‌یابد. با این حال، تا حدی به دلیل خواص القایی اتصالات، و تا حدی به دلیل ویژگی‌های غیر ایده‌آل مواد خازن، خازن‌های واقعی نیز دارای خواص القایی هستند که امپدانس آن با فرکانس ۲۰ دسی‌بل-بر-دهه برمی‌خیزد. در فرکانس رزونانس مجموع هر دو کمینه است، بالاتر از آن القاوری سری مزاحم خازن غالب است.